# Maloyaroslavets
Maloyaroslávets (en ruso: Малояросла́вец) es una ciudad rusa, capital del raión homónimo en la óblast de Kaluga.
Se ubica en el este del río Luzha, en la cuenca del río Oká. Está ubicada a 61 kilómetros al nordeste de Kaluga, el centro administrativo de la óblast.
En 2021 la ciudad, que forma un ayuntamiento urbano sin pedanías, tenía una población de 41 836 habitantes, siendo la tercera ciudad más poblada de la óblast tras Kaluga y Óbninsk.

## Historia
Maloyaroslávets fue fundada en el siglo XIV por Vladímir el Valiente y nombrada Yaroslávets en honor a su hijo Yaroslav (Ярослав Владимирович (князь боровско-ярославецкий)). En 1485, la ciudad fue anexada al Principado de Moscú y rebautizada como Maloyaroslávets para distinguirla de Yaroslavl. Durante la invasión francesa de Rusia, la Batalla de Maloyaroslávets se produjo cerca de esta ciudad en octubre 12 a 24 de 1812.
Un número de feroces batallas fueron también luchadas en lugares cercanos a Maloyaroslávets, como la Batalla de Moscú en 1941–1942. La ciudad fue capturada por el Ejército alemán el 1 de octubre de 1941 y liberada por el Ejército Rojo el 2 de enero de 1942.

## Ciudades hermanadas
Maloyaroslávets está hermanada con:
- Borísov, Bielorrusia
- Isquia, Italia
- Sérpujov, Rusia
- Aleksin, Rusia